# محافل سنگی سنگامبین

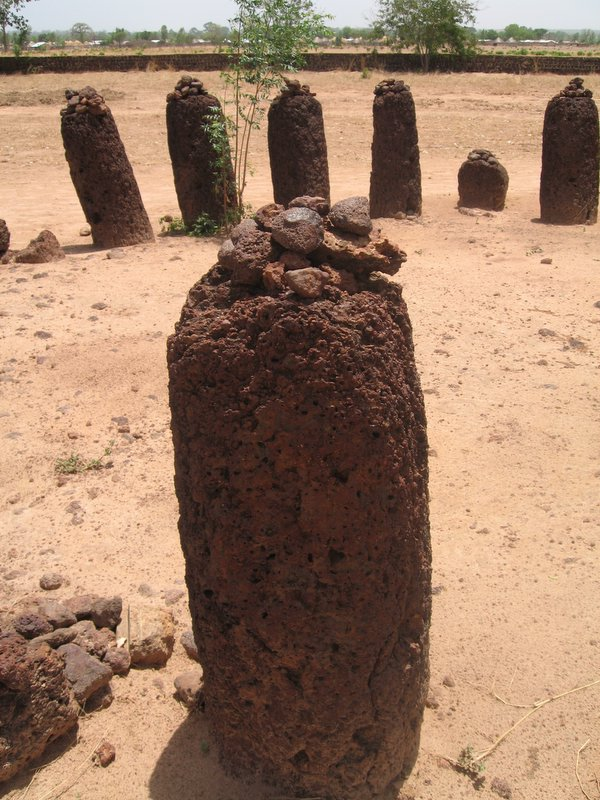
محافل سنگی واسو.

محافل سنگی سنگامبین واقع در گامبیا شمال جانجانبوره و در مرکز سنگال است. با مساحت تقریبی ۳۰٬۰۰۰ km²، آنها گاهی اوقات به محافل واسو (گامبیا) و سین سالوم (سنگالی) تقسیم می‌شوند، اما این صرفاً یک تقسیم ملی است. به گفته یونسکو، محافل سنگ سنگامبین «بزرگترین محافل سنگی است که در هر جای دنیا دیده می‌شود». این سایت‌ها، واسو، و کربچ در گامبیا، وانار و ساین نگایین در سنگال، نمایانگر تجمع خارق‌العاده ای بیش از ۱۰۰۰ دایره سنگ هستند و در سرزمینی به عرض ۱۰۰ کیلومتر و ۳۵۰ کیلومتر طول، در امتداد رودخانه گامبیا گسترش یافته‌است.

## تاریخ
دایره‌های سنگی و سایر خرسنگ‌های یافت شده در سنگال و گامبیا، گاه به چهار مکان بزرگ Sine Ngayene و وانار در سنگال و واسو و کربچ در منطقه مرکزی رودخانه در گامبیا تقسیم می‌شوند. محققان مطمئن نیستند که این بناها در چه زمان ساخته شده‌اند، اما به‌طور کلی مربوط به قرن سوم قبل از میلاد و قرن شانزدهم میلادی پذیرفته شده‌است. باستان شناسان همچنین در اطراف محافل مگالیتیک شاهد یافتن گلدان‌های سفالی، مدفن‌های انسانی و مقادیر سنگین و فلزات بوده‌اند. مجموعه کوچکی از این موارد را می‌توان در مجموعه مطالعاتی موزه بریتانیا یافت که توسط سرم ریچموند پالمر، مدیر دوره استعماری اهدا شده‌است. آنها شامل یک دستبند آهنی و دو نیزه هستند.

## سایت‌های میراث جهانی
گامبیا:
- Stone circles of Kerr Batch ۱۳°۴۵′۱۶″شمالی ۱۵°۰۴′۰۵″غربی / ۱۳٫۷۵۴۵۶۵°شمالی ۱۵٫۰۶۸۱۳۱°غربی
- Stone circles of Wassu ۱۳°۴۱′۲۹″شمالی ۱۴°۵۲′۲۳″غربی / ۱۳٫۶۹۱۵۲۵°شمالی ۱۴٫۸۷۳۱۱۱°غربی

سنگال:
- Stone circles of Sine Ngayène ۱۳°۴۱′۴۳″شمالی ۱۵°۳۲′۰۷″غربی / ۱۳٫۶۹۵۲۷۸°شمالی ۱۵٫۵۳۵۲۷۸°غربی
- Stone circles of Wanar ۱۳°۳۰′۴۴″شمالی ۱۵°۲۲′۱۳″غربی / ۱۳٫۵۱۲۳۱°شمالی ۱۵٫۳۷۰۳۴°غربی